# Antonio de Capmany

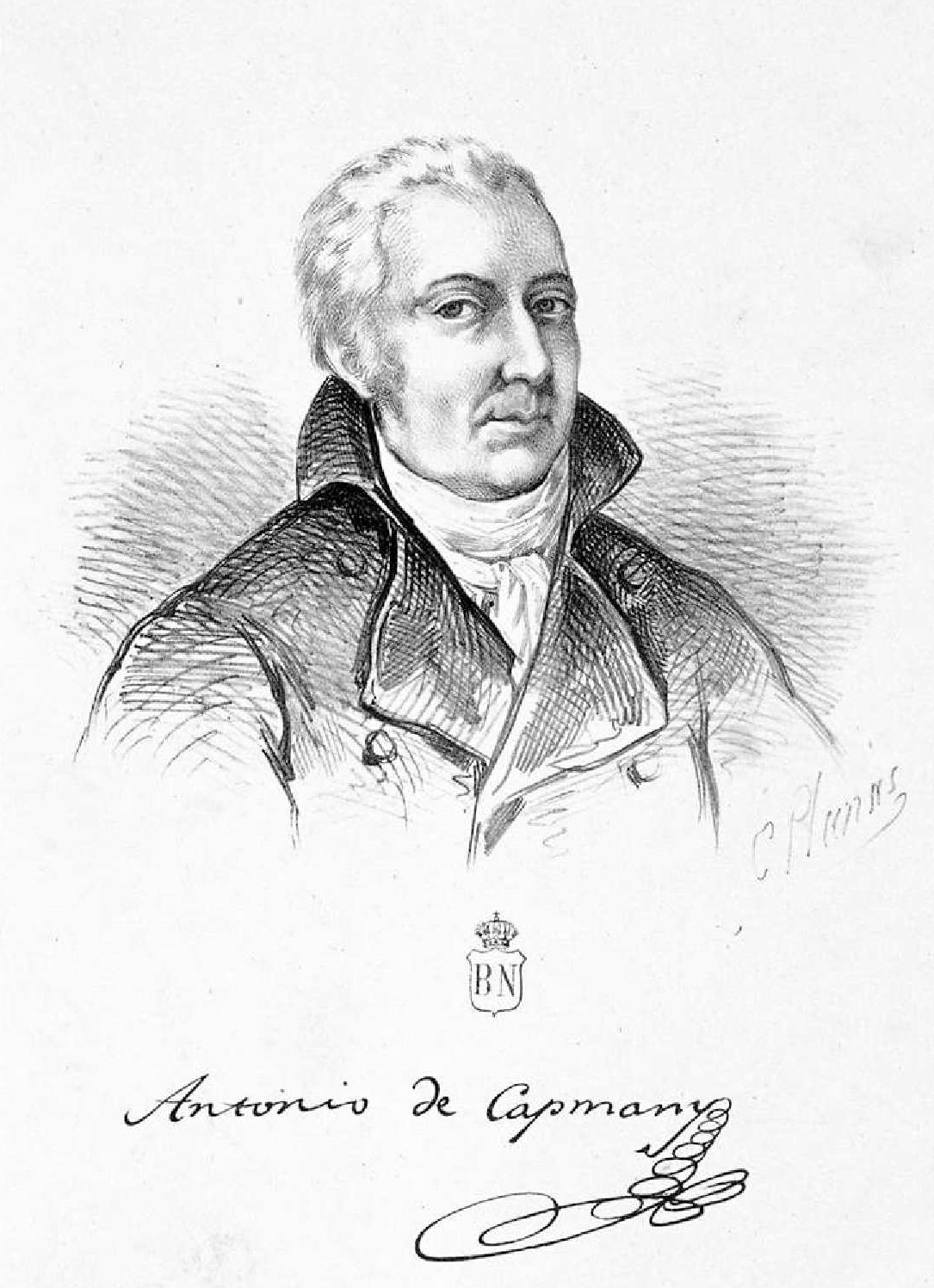
Antonio de Capmany

Antonio de Capmany (* 24. November 1742 in Barcelona; † 14. November 1813 in Cádiz) war ein katalanisch-spanischer Politiker, Historiker, Romanist, Hispanist, Katalanist und Lexikograf.

## Leben und Werk
Antonio de Capmany y Montpalau studierte in Barcelona und war bis 1770 Dragoneroffizier. Dann trat er ins Zivilleben zurück und widmete sich intellektueller Tätigkeit als Gelehrter und Politiker.
Capmany war ab 1776 Mitglied der Real Academia de la Historia und ab 1790 deren ständiger Sekretär. Er gehörte der Acadèmia de Bones Lletres de Barcelona an.
Er war ab 1810 katalanischer Abgeordneter der Cortes von Cádiz.
In Barcelona und Mataró sind Straßen nach ihm benannt.

## Werke

### Romanistik

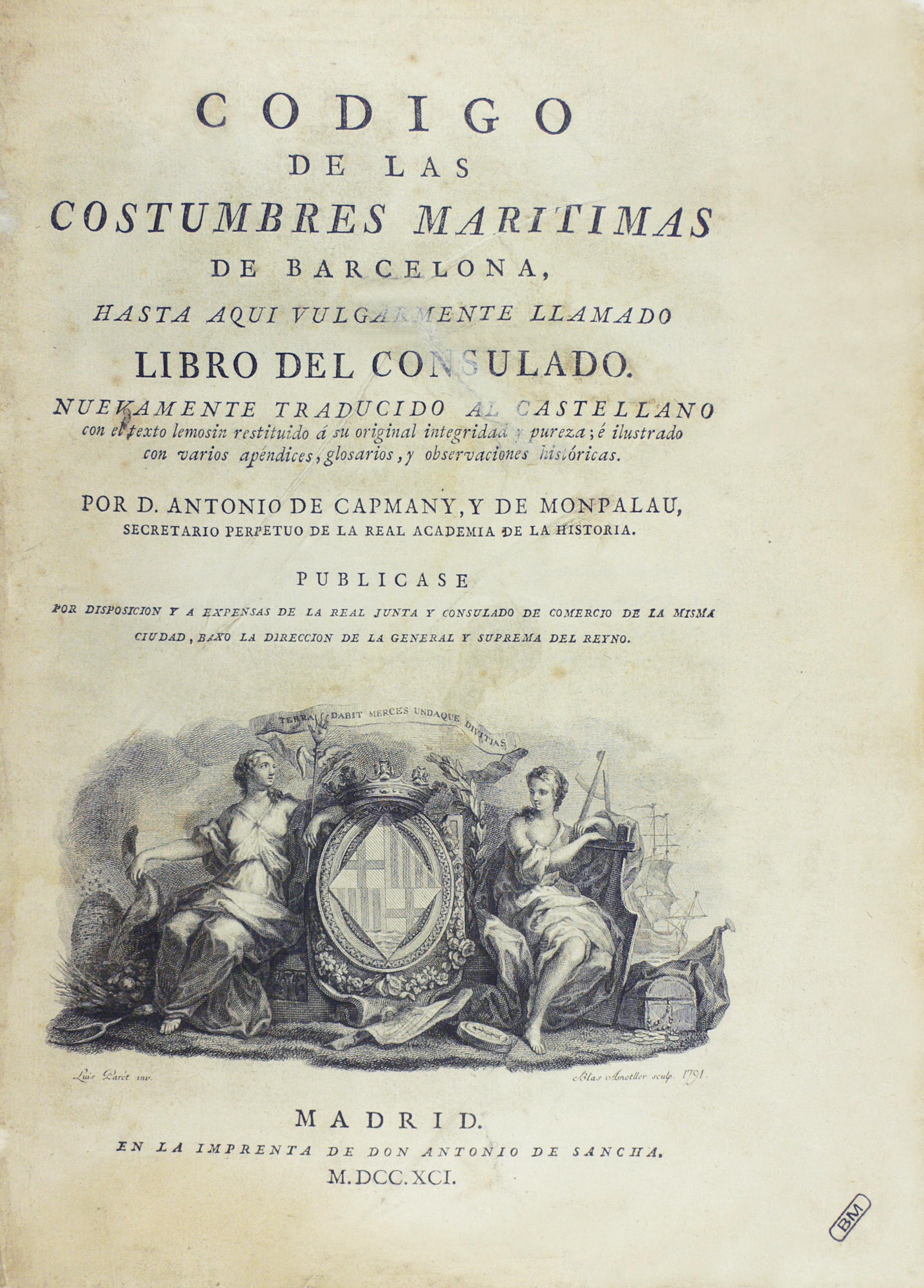
Libro del Consulad, 1791

- Arte de traducir el idioma francés al castellano con vocabulario lógico y figurado de la frase comparada de ambas lenguas, Madrid 1776 (zweisprachige Phraseologie)
  - hrsg. von  Antonio Alcalá Galiano und Vicente Salvá, Paris 1835, Barcelona 1839
  - hrsg. von  María del Carmen Fernández Díaz, Santiago de Compostela 1987
- Filosofia de la eloquencia, Madrid 1776, Gerona 1822; hrsg. von Joaquín Gil, Buenos Aires 1942; Tratado de la elocuencia, Madrid 2001 (englisch: Philosophy of eloquence, Dublin 1903)
- Discursos analíticos sobre la formación y perfección de las lenguas y sobre la castellana en particular, Madrid 1776 (verschollen)
- Teatro histórico-crítico de la eloquencia española, 5 Bde., Madrid 1786–1794, Barcelona 1848
  - Observaciones críticas sobre la excelencia de la lengua castellana, hrsg. von  Carlos Cabrera Morales, Salamanca 1991 (Capmanys Text war ursprünglich Teil der Einführung zum Teatro histórico-crítico,  Bd. 1, 1786; er findet sich auch in der Neuauflage von Gregorio Garcés, Fundamento del vigor y elegancia de la lengua castellana  (Madrid 1791) durch  Francisco Merino Ballesteros, Madrid 1852, 1920, 1945; die Erläuterungen von Cabrera Morales sind grundlegend zu Capmanys Sprachauffassung)
  - Tesoro de los prosadores españoles desde la formación del romance castellano hasta fines del siglo XVIII, hrsg. von Eugenio de Ochoa, Paris 1841, 1899 (Auswahl)
- Comentario con glosas criticas y joco-serias sobre la nueva traducción castellana de las Aventuras de Telemaco, Madrid 1798
- Nuevo diccionario francés-español, Madrid 1805, 1817 (24+794+54 Seiten)
- Centinela contra franceses, Madrid 1808; hrsg. von Françoise Etienvre, London 1988; hrsg. von Jesús Laínz, Madrid 2008 (portugiesisch: Sentinella contra Francezes, Lissabon 1808; englisch: The anti-Gallican sentinel, New York 1809, Philadelphia 1810)
- Origen, historico y etimologico de las calles de Madrid, Madrid 1863, Bilbao 1986

### Geschichte (Auswahl)
- Memorias históricas sobre la marina, comercio y artes de la antigua ciudad de Barcelona, 4 Bde., Madrid 1779–92; 3 Bde., Barcelona 1961–1963, 2001 (bedeutend für das katalanische Nationalbewusstsein und für die Wirtschaftsgeschichte allgemein)
- (Übersetzer) Código de las costumbres marítimas de Barcelona hasta aqui vulgarmente llamado Libro del Consulado, Madrid 1791 (darin S. 335–363 ein Wörterbuch der schwierigen Wörter des Katalanischen)
- Cuestiones críticas sobre varios puntos de historia económica, política y militar, Madrid 1807, Barcelona 1988